# アレクサンダー・バーンズ

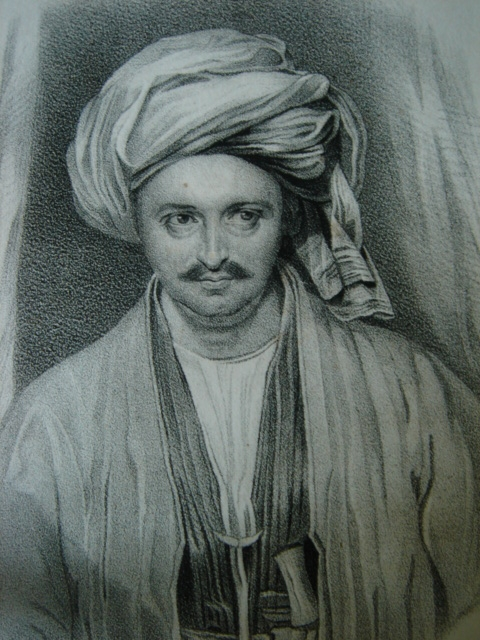
「ボカラ風」の衣装を身に着けた、サー・アレクサンダー・バーンズ。

大尉サー・アレクサンダー・バーンズ（Captain Sir Alexander Burnes, FRS、1805年5月16日 - 1841年11月2日）は、スコットランド出身のイギリスの旅行家、探検家で、中央アジアの覇権を巡ってイギリスとロシア帝国が敵対した、いわゆるグレート・ゲームにおいて一定の役割を果たした。バーンズは、「ボカラ・バーンズ (Bokhara Burnes)」と渾名を付けられたが、これは彼がブハラとの連絡路を確立し、その一帯を探険したことにちなんだものである。

## 生い立ち
バーンズは、スコットランドのモントローズ（Montrose：現在はアンガス州の一部）で、詩人ロバート・バーンズのいとこであった地元の市長 (provost) の息子として生まれた。16歳のとき、バーンズはイギリス東インド会社の軍隊に加わり、ムガル帝国末期のインドで任務に就く間にヒンディー語とペルシア語を習得して、1822年にはスーラトで通訳の仕事に就いていた。1826年、政治交渉の助手としてクッチ (Kutch) に派遣されていたバーンズは、その当時まだイギリス人が徹底的な探険をしていなかった北西インド一帯の歴史と地理に関心をもつようになった。

## 探険
1829年に初めて提案した、インダス川の河谷を踏破するという探険の企画は、政治的な理由から実現しなかったが、バーンズは1831年に、イギリス国王ウィリアム4世からマハラジャ・ランジート・シングに贈られた馬を届けるために、ラホールへと派遣された。このときイギリス側は、陸路では馬が途中で死んでしまうかもしれないと主張して、インダス川を船で遡上することを認めさせ、密かにインダス川の状況を調査した。その後の数年間、バーンズはモハン・ライ (Mohan Lal) を伴ってアフガニスタン各地に旅行し、ヒンドゥークシュ山脈を越え、今日のウズベキスタンのブハラや、ガージャール朝ペルシアの領域にも足を踏み入れた。
1834年、バーンズがイングランドを訪れた際には、これらの地域についての同時代の豊富な情報を盛り込んだ手記が出版されて、当時としては最もよく売れた本のひとつとなった。初版の売上だけで、バーンズは800ポンドを手に入れたとされ、その業績は王立地理学会 (RGS) からの創立者メダルの授与によって顕彰されただけでなく、パリ地理学会からも栄誉を受けた。同年には、王立協会会員にも選ばれた。格式の高いロンドンのクラブであるアセニアム・クラブ (Athenaeum Club) は、バーンズを会員に加えることを無投票で認めた。1835年、インドへ戻ったバーンズは、程なくして、インダス川の航行に関する条約の履行を確保するためにシンドの藩王国の宮廷に派遣され、1836年には、カーブルのドースト・ムハンマド・ハーンの許へ、政治使節として赴いた。

## 第一次アフガン戦争
バーンズは、インドの総督であったオークランド男爵ジョージ・イーデン（のち伯爵）に、ドースト・ムハンマドを支援してカーブルの王座に就けておく方が得策だと進言したが、総督はサー・ウィリアム・ヘイ・マクナフテン (Sir William Hay Macnaghten) の意見に従うことを選び、シュジャー・シャーを擁立してその復位を求め、悲惨な結末に至った第一次アフガン戦争へと突入することとなった。1839年にシュジャー・シャーの復位が成ると、バーンズは政治交渉の代理人としてしばしばカーブルへ赴くようになった。1838年8月6日、アフガニスタンで第21インド歩兵連隊 (the 21st India Native Infantry) の一員として任務についていたバーンズは、ヴィクトリア女王からナイト（勲爵士）の称号を授けられたが、結局バーンズはその後もアフガニスタンに留まり、そのまま1841年に襲撃を受け、弟のチャールズ (Charles) とともに当地で暗殺された。バーンズは、危険が迫っていることをずっと前から知りながらも平静を保ち続け、政治工作の上で右腕であったウィリアム・ブロードフット少佐 (Major William Broadfoot) が（攻め手を6人返り討ちにした末に）殺された後も凶暴な敵を相手に戦い続けたことで、英雄としての評判を勝ち取ることになった。
1860年に至り、バーンズが1839年にカーブルから発信した報告の一部が、彼の見解に反する形で改ざんされていたことが明らかになったが、庶民院の調査要求に対し、当時の首相第3代パーマストン子爵ヘンリー・ジョン・テンプルは、既に相当の時間が経過しているとして調査を見送った。バーンズの晩年の手記は、1842年に『Cabool』と題して出版された。

## 死
「サー・アレクサンダー・バーンズは、暗殺の前日にアフガン人の従者から、町で騒ぎが起こっているので、町に残っていると生命の危険があるだろうと、正しく情報を得ていた。」ペルシア語を駆使する力があったバーンズは、この警告を無視した。当時のアフガン側の記録によると、バーンズは、当時現地にいたイギリス人たちの中でも「最も放蕩を尽くしていた連中のひとり」として地元住民の深い怒りを買っており、最初から騒ぎの標的になっていたのだという。
11月2日早朝、カーブルでは騒ぎが始まった。午前3時には、敵意に満ちた群衆がバーンズの屋敷を取り囲み、門に火を放った。シュジャー・シャーが救援部隊を送ると聞いていたバーンズは、屋上に駈け上がり、やってくるはずの部隊を探したが、誰もやっては来なかった。バーンズと護衛たちは、建物を取り囲む群衆に発砲をはじめた。
群衆を代表してひとりのアフガン人が立ち、もしバーンズたちが発砲を止めるのであれば、シュジャー・シャーの配下にあるペルシア人部隊が占拠している近くの砦まで安全に移動させることをクルアーンに賭けて誓う、と呼びかけた。バーンズはこれを受け入れ、事が無事に運ぶよう、自らアフガン人に変装した。しかし、屋敷からほんの数メートル進み出たところで、バーンズ一行は、彼の弟、15人のセポイ、数人のヒンドゥ教徒の従者もろとも、群衆に襲われ、多くはナイフで切り刻まれて殺害された。バーンズのアフガン人の従者たちなど現地人の服裝であった数名は襲撃から逃げ延びた。
この群衆の中には、バーンズが犯した数多くのアフガン人女性たちの夫たちや父親たちが加わっていたと言われており、バーンズに手を下したのも彼らであった可能性は高いと考えられている。

## 名を残すもの
バーンズの名は、小型のムシクイ類のひとつである Rufous-vented Prinia の一種「Prinia burnesii」に残されている。

## 著書
- Travels into Bokhara. Being an account of a Journey from India to Cabool, Tartary and Persia. Also, narrative of a Voyage on the Indus from the Sea to Lahore (London: John Murray). 1834. 3 Vols.
- "On the Commerce of Shikarpur and Upper Scinde". Transactions of the Bombay Geographical Society. Vol. II. 1836–8. (Bombay: American Mission Press). Reprinted 1844. 315–9.
- Cabool. Being a Personal Narrative of a Journey to, and Residence in that City in the years 1836, 7, and 8 (London: John Murray). 1842. (Posthumous).

## バーンズが登場する歴史小説作品
- Henty, G. A., To Herat and Cabul, A Story of the First Afghan War. 1902.
- Fraser, George MacDonald, Flashman. 1969.
- Hensher, Philip, The Mulberry Empire. 2002,